# Partido Socialista Revolucionário

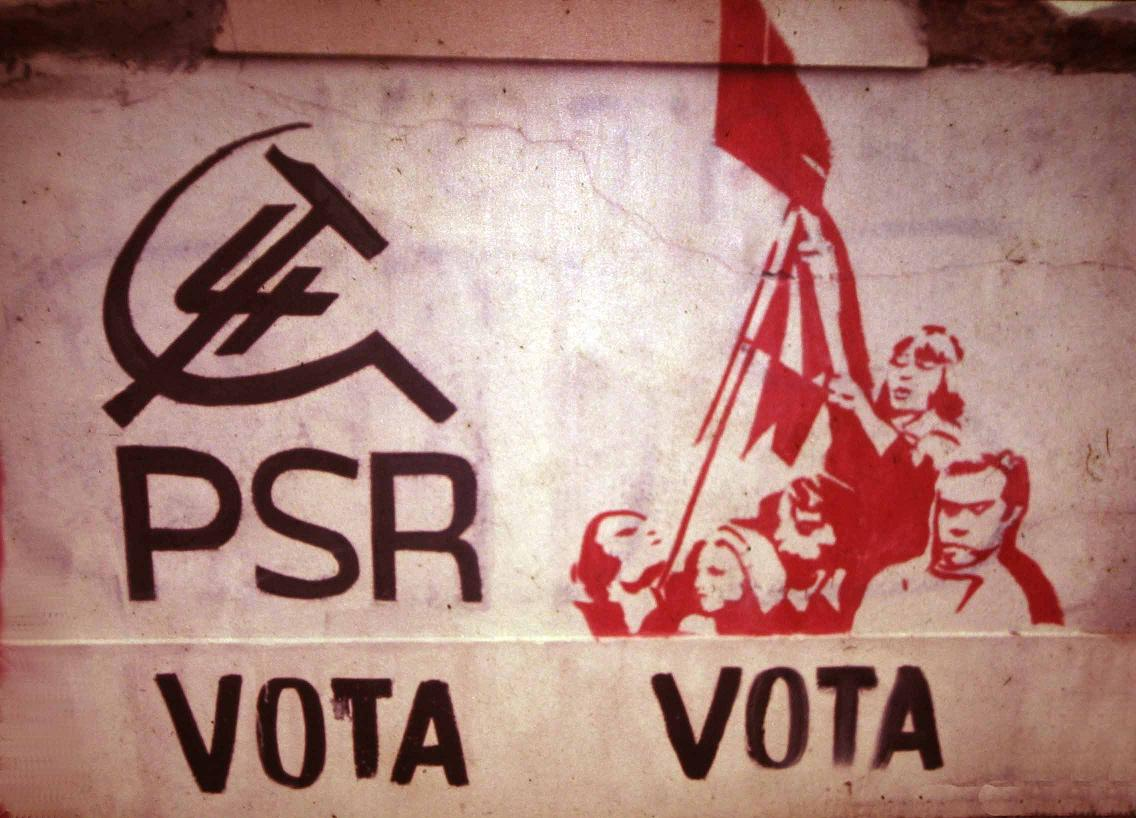
Wahlkampfgraffito 1984

Der Partido Socialista Revolucionário (PSR, dt.: Revolutionäre Sozialistische Partei) war eine portugiesische Kleinpartei mit trotzkistischer Ausrichtung.
Sie wurde 1978 gegründet, und zwar als Zusammenschluss der Liga Comunista Internacionalista (LCI, dt.: Internationalistische Kommunistische Liga), orientiert an den Theorien des Pablismus, und der Partido Revolucionário dos Trabalhadores (PRT, dt.: Revolutionäre Arbeiterpartei), orientiert an den Theorien des argentinischen Trotzkisten Nahuel Moreno, und am 2. April 1979 als Partei am Obersten Gerichtshof (Supremo Tribunal de Justiça) eingetragen. Die Partei sah sich als portugiesische Sektion der IV. Internationalen („Vereinigtes Sekretariat“).
1991 erreichte sie mit 1,1 % der Stimmen ihr bestes Ergebnis bei einer Parlamentswahl in Portugal.
Mit Veröffentlichung im Gesetzesblatt vom 1. April 2008 (Diário da República, 2ª Série – Nº 64 – 1 de Abril de 2008) wurde die Partei aufgelöst, nachdem sie 1999 im von ihr mitgegründeten Bloco de Esquerda (BE) aufgegangen war. Eine Plattform der ehemaligen PSR-Mitglieder innerhalb des BE existiert als Associação Política Socialista Revolucionária (dt. etwa: Revolutionär-sozialistische politische Vereinigung).